# Nottingham
Nottingham [ˈnɒtɪŋəm] ist eine Stadt mit knapp 350.000 Einwohnern im Vereinigten Königreich in den East Midlands von England. Sie ist Verwaltungssitz der Grafschaft Nottinghamshire, gehört aber seit 1998 selbst nicht mehr zur Grafschaft, sondern ist eine eigene Verwaltungseinheit (Unitary Authority). Nottingham ist Sitz eines römisch-katholischen Bistums und bekannt für die Legende um Robin Hood.

## Lage und Klima
Die im geografischen Zentrum Englands gelegene Stadt Nottingham liegt etwa 1 km nördlich des River Trent in den East Midlands in einer Höhe von ca. 40 m. Die Stadt Leicester befindet sich etwa 50 km (Fahrtstrecke) südlich; die Stadt Derby liegt etwa 25 km westlich und die traditionsreiche Stadt Lincoln ist etwa 50 km in nordöstlicher Richtung entfernt. Das Klima ist gemäßigt; Regen (ca. 800 mm/Jahr) fällt übers Jahr verteilt.

## Bevölkerung
Vor allem im 19. Jahrhundert ist die Einwohnerzahl der Stadt infolge der Industrialisierung von etwa 40.000 auf etwa 260.000 gewachsen. Im 20. Jahrhundert kamen zahlreiche Zuwanderer aus den Staaten des Commonwealth hinzu.

## Geschichte

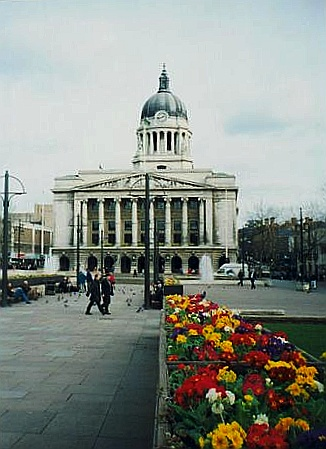
Marktplatz von Nottingham

Nottingham wurde als angelsächsische Siedlung gegründet und im 9. Jahrhundert durch die Dänen (Wikinger) erobert. Unter dem Danelag war Nottingham eine von fünf boroughs („befestigte Stadt“). Von Anbeginn bestanden Teile der Siedlung aus Höhlen, die aus dem weichen Sandstein herausgehauen wurden. Der Ort trug Namen wie Tigguo Cobauc („Haus der Höhlen“) und Snottingham (benannt nach dem angelsächsischen Häuptling Snot).
Auf Befehl Wilhelms des Eroberers wurde im Jahr 1068 auf einem 50 Meter hohen Sandsteinfelsen eine Burg errichtet. Die ursprüngliche Holzkonstruktion wurde einige Jahrzehnte später durch ein Gebäude aus Stein ersetzt. Um die Burg herum wuchs die Stadt heran. Das Höhlensystem wurde ständig erweitert, dort wohnten die Armen, die vor allem in den Gerbereien beschäftigt waren. Die Höhlen wurden während des 18. Jahrhunderts verlassen und dienten während des Zweiten Weltkriegs als Luftschutzkeller. Ein Teil des Höhlensystems wurde als Touristenattraktion zugänglich gemacht; es dient diversen Pubs als Keller und beherbergt einen Schießstand.
Die Legende von Robin Hood tauchte erstmals im Mittelalter auf. Er lebte angeblich im Sherwood Forest nördlich der Stadt, der Sheriff von Nottingham soll sein größter Gegner gewesen sein. Die Legenden sind zwar größtenteils frei erfunden (vor allem die Details), dennoch dient Robin Hood vielen ortsansässigen Unternehmen als Werbeträger. Auch der Tourismus profitiert davon.
Der englische Bürgerkrieg begann im Jahr 1642 in Nottingham, als König Karl I. sein Banner auf der Burg hisste. Knapp 10 Jahre später zerstörten die siegreichen Parlamentarier die Burg. Auf dem Schlosshügel wurde stattdessen ein repräsentativer Landsitz errichtet. Dieser wurde 1831 bei einem Arbeiteraufstand niedergebrannt.
In der Nacht vom 8. zum 9. Mai 1941 flogen über 100 Bomber der deutschen Luftwaffe einen Luftangriff auf dort ansässige Fabriken. Auch Teile der Stadt wurden beschädigt (Nottingham Blitz). Luftschutz und Feuerwehr waren gut vorbereitet und konnten die durch Brandbomben verursachten Brände schnell löschen.
Die Stadt Nottingham hat (Stand 2023) – wie auch andere britische Städte – große finanzielle Probleme.

## Sehenswürdigkeiten

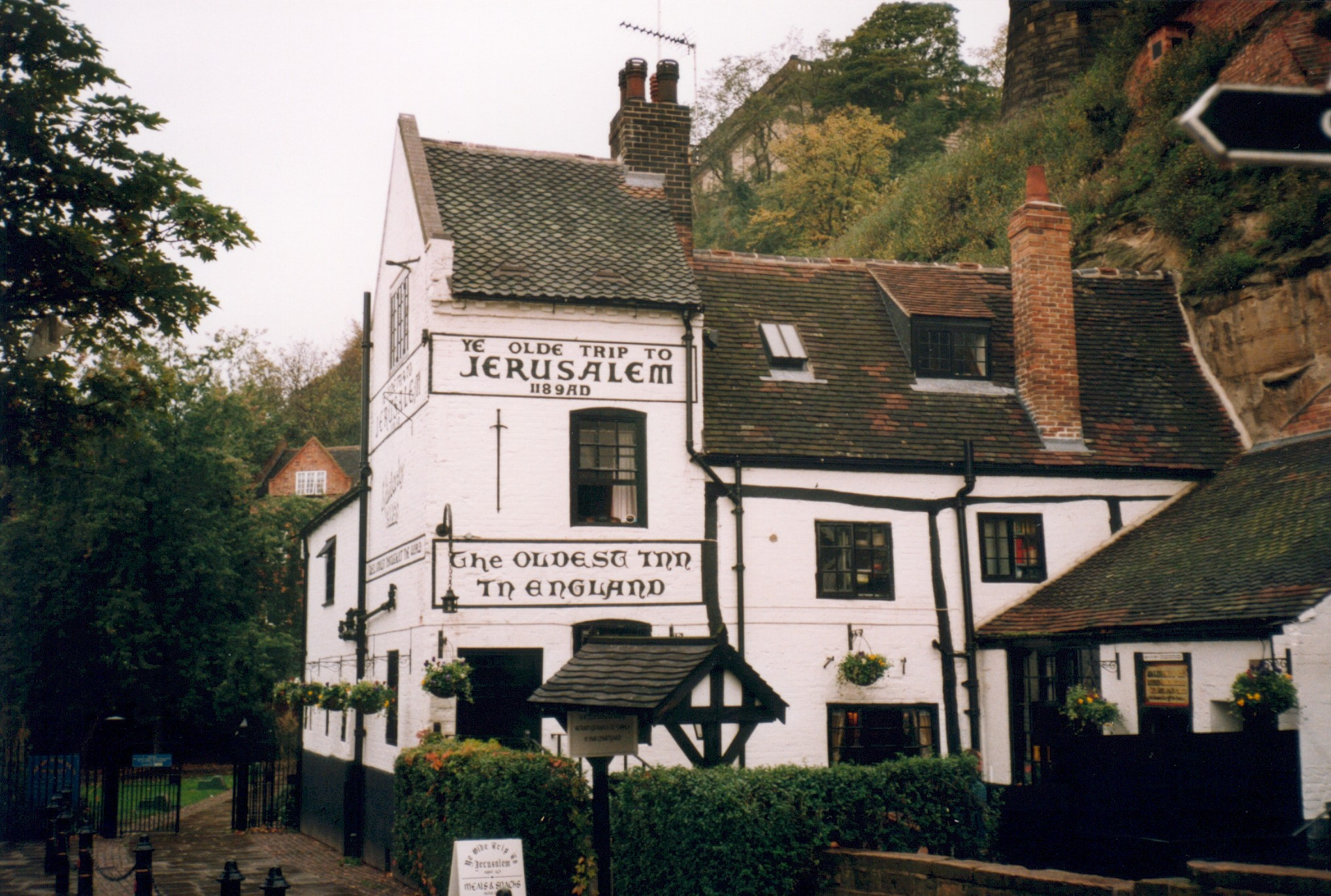
Ye Olde Trip To Jerusalem, (angeblich) ältester Pub Englands

- Die originellsten Sehenswürdigkeiten Nottinghams sind mehrere Pubs: Der Name und der Ursprung des teilweise in den Fels gehauenen Ye Olde Trip to Jerusalem Inn stammen wohl noch aus der Zeit der Kreuzzüge; der Pub behauptet von sich, der älteste in Großbritannien zu sein. Zwei andere Pubs namens Ye Olde Salutation Inn (ursprünglich The Archangel Gabriel Salutes the Virgin Mary) und Bell Inn behaupten hingegen beide, die ältesten Pubs in Nottingham zu sein, obwohl ihre heutige Bausubstanz dem 16./17. Jahrhundert entstammt.
- Die in den Jahren 1580 bis 1588 wahrscheinlich vom Renaissancebaumeister Robert Smythson im Elisabethanischen Stil erbaute Wollaton Hall ist ein repräsentatives Herrenhaus.
- Die Burgruine Nottingham Castle wurde auf einem natürlichen Felsvorsprung namens Castle Rock mit 39 Meter hohen, steilen Klippen an der Süd- und Westseite errichtet. Im Mittelalter war sie eine wichtige königliche Festung und gelegentlich besuchte sie auch der König.
- Aus dem Mittelalter stammen auch die beiden anglikanischen Kirchen St Mary’s und St Peter’s. Die ebenfalls anglikanische St Nicholas’ Church geht zwar ebenfalls auf das Mittelalter zurück, doch der heutige Bau datiert aus dem 17. Jahrhundert.
- Die meisten übrigen sehenswerten Bauten der Stadt wie das Adams Building, die römisch-katholische Nottingham Cathedral, die Express Offices, das Arkwright Building, die Albert Hall und das Mortimer House wurden jedoch erst im 19. Jahrhundert errichtet.[5]

## Politik

### Stadtrat
- Greens: 1
- Labour: 49
- LibDem: 0
- Cons.: 0
- Unabh.: 5
- Sonst.: 0

Nächste Wahl: 6. Mai 2027

## Industrie
Im 19. Jahrhundert war Nottingham in der Herstellung von Spitzen führend und wurde weltweit bekannt. Heute jedoch hat dieser Industriezweig keine große Bedeutung mehr.
In Nottingham befindet sich die Hauptniederlassung von Boots, der größten Drogerie-Kette des Landes. Weitere bedeutende Arbeitgeber sind die Kreditprüfungsagentur Experian, der Elektrizitätskonzern Powergen (inzwischen Teil von E.ON) und der Tabakkonzern Imperial Tobacco. Bis zur Schließung der Fabrik von Raleigh Cycle Company im Sommer 2003 war die Herstellung von Fahrrädern ein bedeutender Industriezweig. Des Weiteren hat die Spielefirma Games Workshop ihren Sitz in Nottingham. Sie ist weltweit führend in der Produktion von Tabletopspielen.

## Bildung
Nottingham hat zwei Universitäten, die Universität Nottingham und die ehemalige Fachhochschule Nottingham Trent University. Das zur Universität Nottingham gehörende Krankenhaus Queen’s Medical Centre war zeitweilig das größte in Großbritannien.

## Kultur und Sport
In Nottingham gibt es vier Theater, das Nottingham Playhouse, das Nottingham Arts Theatre, das Lace Market Theatre und das Theatre Royal. Es gibt auch mehrere Galerien von nationaler Bedeutung, besonders erwähnenswert sind das Castle Museum und das Nottingham Contemporary (früher Angel Row Gallery). In den Universitäten finden oft Theateraufführungen, Konzerte und andere Veranstaltungen statt.
Jährlich findet in der ersten Oktoberwoche der Goose Fair statt, einer der größten Jahrmärkte des Landes. Der Name geht auf die Tausende von Gänsen zurück, die im Mittelalter durch ganz Nottinghamshire in die Stadt getrieben wurden.
Zwei der ältesten Fußballvereine der Welt sind in Nottingham beheimatet: zum einen Notts County (1862) und Nottingham Forest (1865). Nottingham Forest gewann 1979 und 1980 den Europapokal der Landesmeister, den Vorläufer der UEFA Champions League. Auch Cricket und Rugby sind in Nottingham sehr beliebte Sportarten. Nottingham war unter anderem einer der Austragungsorte der Cricket World Cups 1975, 1979, 1983, 1999 und 2019, sowie der ICC World Twenty20 2009 und der parallel ausgetragenen ICC Women’s World Twenty20 2009. Die Nottingham Panthers sind mehrfacher britischer Eishockeymeister und stellten einen Großteil der britischen Nationalmannschaft, der 2018 nach 24 Jahren erstmals die Rückkehr in die Top-Division der 16 weltbesten Mannschaften gelang.
Im Nationalen Eislaufzentrum in Nottingham begann die Karriere von Jayne Torvill und Christopher Dean, die bei den Olympischen Winterspielen 1984 in Sarajevo Gold in der Disziplin Eistanzen gewannen.
In Holme Pierrepont gibt es ein Gelände mit verschiedenen Gewässern, die von allen Wassersportarten gemeinsam genutzt werden. Hier fanden sowohl Ruder- als auch Motorbootweltmeisterschaften statt.
Die Stadt hat ein Grade II eingestuftes Arboretum (Garten mit seltenem Baumbestand).

## Religion

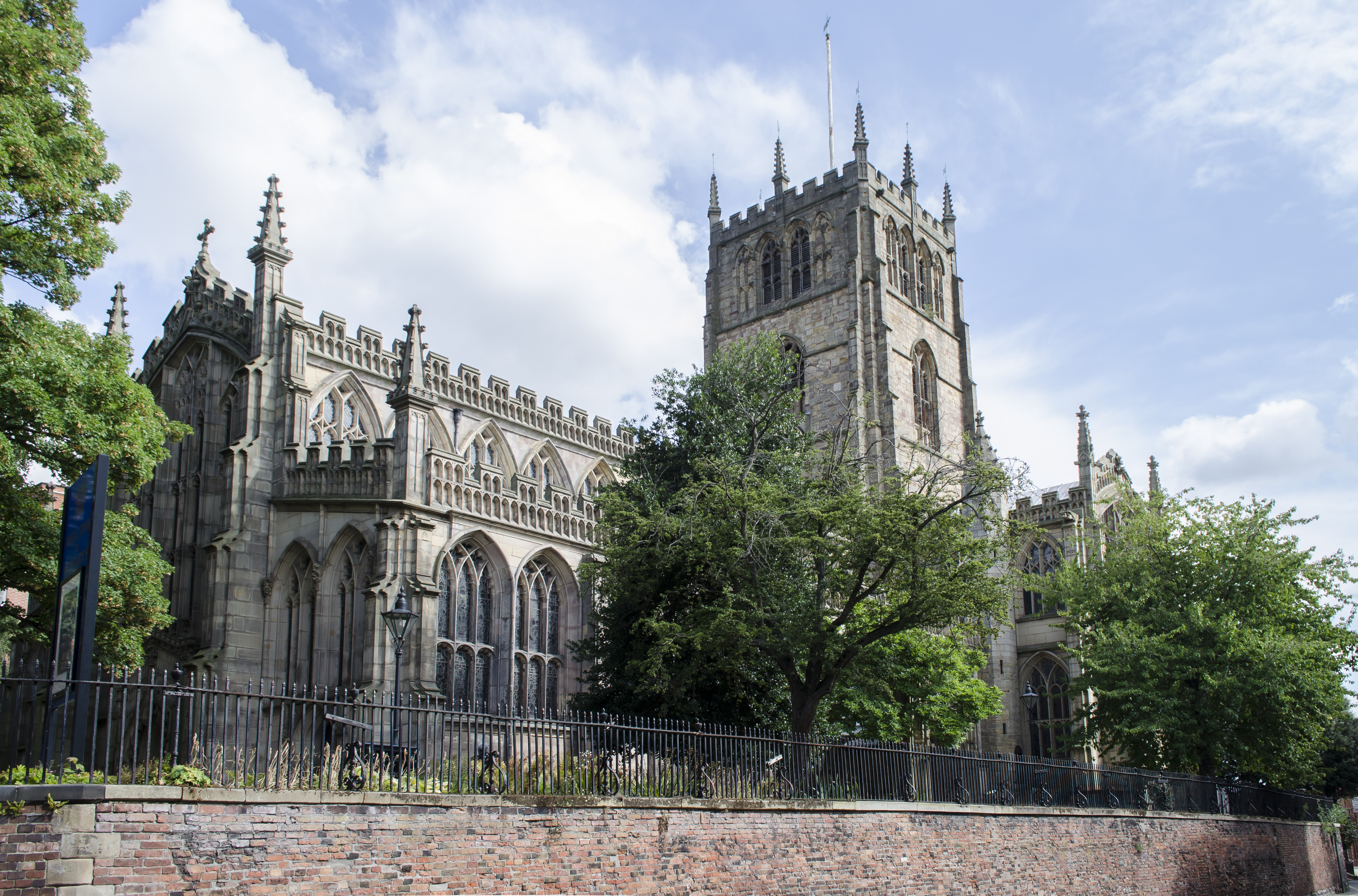
Anglikanische St Mary’s Church

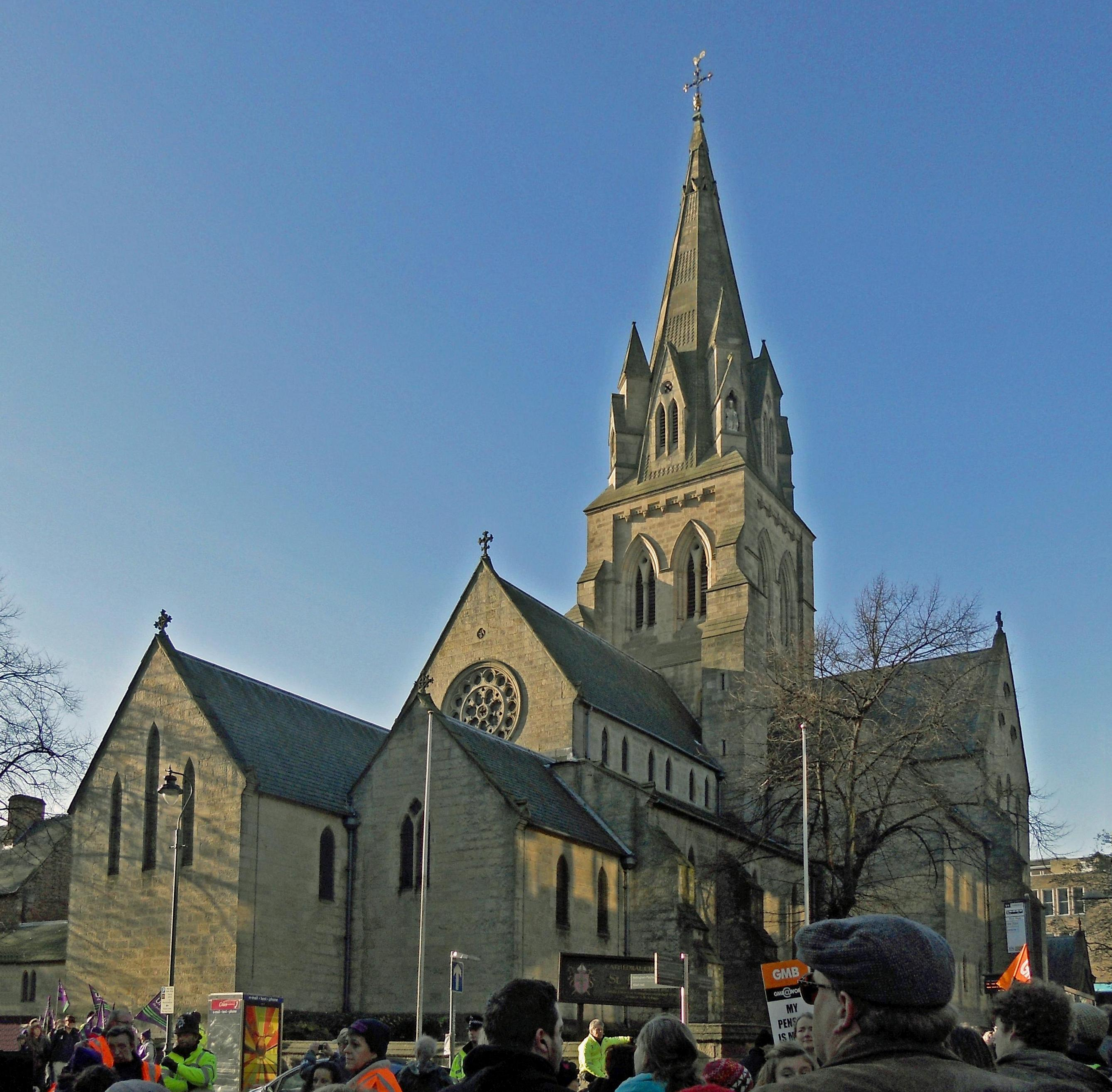
Katholische Kathedrale St. Barnabas

In Nottingham gibt es zahlreiche Religionsgemeinschaften. Traditionell vorherrschend sind die anglikanischen Gemeinden wie St. Mary’s oder St. Nicholas’ Church. Die römisch-katholische Kirche gründete 1850 das Bistum Nottingham mit der neugotischen Kathedrale St. Barnabas von Augustus Welby Northmore Pugin. Außerdem nimmt die methodistische Kirche eine wichtige Stellung ein sowie das Christian Centre an der Talbot Street.
Nottingham ist eine von 18 britischen Städten, die keine anglikanische Kathedrale haben.
Es gibt drei bemerkenswerte historische anglikanische Pfarrkirchen, die alle aus dem Mittelalter stammen. Die älteste und größte davon ist St. Maria die Jungfrau auf dem Spitzenmarkt; sie stammt aus dem achten oder neunten Jahrhundert. Die heutige Kirche ist mindestens das dritte Gebäude an dieser Stelle und wurde hauptsächlich in den Jahren 1377 bis 1485 gebaut. St. Mary’s gilt als Mutterkirche der Stadt und dient der Abhaltung öffentlicher Gottesdienste, einschließlich der jährlichen Begrüßung des neuen Oberbürgermeisters. Im Herzen der Stadt liegt St. Peter’s, das älteste ständig genutzte Gebäude in Nottingham, mit Bauspuren aus dem Jahr 1180. Die dritte bemerkenswerte anglikanische Pfarrkirche ist St. Nicholas’; sie liegt am Rande des Stadtzentrums Richtung Burg. Die High Pavement Chapel ist heute ein öffentliches Haus.
Die römisch-katholische Kathedrale St. Barnabas wurde 1844 geweiht. Sie gehört zur Diözese Southwell und Nottingham.
Es gibt 32 Moscheen in Nottingham.

## Verkehr
Nottingham liegt an der Autobahn M1. Der Flughafen East Midlands liegt zwischen Nottingham und der Nachbarstadt Derby, mit dem Flughafen Nottingham existiert auch ein Regionalflughafen. Seit März 2004 verkehrt in Nottingham eine Straßenbahn namens Nottingham Express Transit (NET).
Nottingham liegt östlich der Midland Main Line (Bahnstrecke London-Luton-Bedford-Leicester-Loughborough-East Midlands Parkway-Chesterfield). Die Bahnstrecke Nottingham-Derby kreuzt die Midland Main Line.
Die Bahngesellschaften CrossCountry (Überregionaler Verkehr nach Birmingham und Cardiff), East Midlands Railway (Fernverkehr nach London, sowie Regionalverkehr auf zahlreichen Strecken in der Umgebung und überregionale Verbindungen nach Norwich und Liverpool) und Northern (Regionalverkehr nach Leeds) betreiben den Eisenbahn-Personenverkehr am Bahnhof Nottingham.

## Söhne und Töchter der Stadt
- Viv Anderson (* 1956), Fußballspieler
- Michael Argyle (1925–2002), Sozialpsychologe
- Gordon Baird (1924–1999), Fußballspieler
- Luke Bambridge (* 1995), Tennisspieler
- Pete Barnes (1962–2013), Hubschrauberpilot
- Rosie Bentham (* 2001), Schauspielerin
- Tim Birkin (1896–1933), Rennfahrer
- Garry Birtles (* 1956), Fußballspieler
- William Booth (1829–1912), Gründer und erster General der Heilsarmee
- Sophie Bradley (* 1989), Fußballspielerin
- Abbie Breakwell (* 2003), Rollstuhltennisspielerin
- Stuart Broad (* 1986), Cricketspieler
- Arnesby Brown (1866–1955), Landschaftsmaler
- Jake Bugg (* 1994), Singer/Songwriter
- Harriet Cains (* 1993), Schauspielerin
- Tom Cairney (* 1991), Fußballspieler
- Emily Campbell (* 1994), britische Gewichtheberin
- Andy Chambers (* 1966), Spieleentwickler und Autor
- Eddie Charlton (* 1988), Squashspieler
- Susanna Clarke (* 1959), Schriftstellerin
- Andrew Cole (* 1971), Fußballspieler
- Charlie Creed-Miles (* 1972), Schauspieler
- Maddy Cusack (1995–2023), Fußballspielerin
- Kiernan Dewsbury-Hall (* 1998), Fußballspieler
- Ethel Doidge (1887–1965), Mykologin, Bakteriologin und Hochschullehrerin
- Anthony Douglas (* 1985), Shorttracker
- Ellie Downie (* 1999), Kunstturnerin
- Louis Essen (1908–1997), Physiker
- Andrew Fletcher (1961–2022), Musiker der Gruppe Depeche Mode
- Catherine Foster (* 1975), Opernsängerin
- Carl Froch (* 1977), Boxweltmeister
- Tom Gamble (* 2001), Autorennfahrer
- Geoff Gascoyne (* 1963), Jazz-Bassist, Arrangeur, Komponist
- Gillian Gehring (* 1941), Physikerin
- Juliet Gerrard (* 1967), neuseeländische Biochemikerin und Hochschullehrerin
- Harry Gilby (* 2001), Schauspieler
- Kezia Gill, Musikerin
- Mary Gillick (1881–1965), Bildhauerin und Medailleurin
- Catherine Gore (1799–1861), Schriftstellerin
- Alexina Graham (* 1990), Model
- Rebecca Grant (* 1982), Schauspielerin, Sängerin und Tänzerin
- George Green (1793–1841), Mathematiker und Physiker
- Peter Greenhalgh (1944–2020), Radrennfahrer
- Billy Gunn (1858–1921), Cricketspieler
- Nathanael Halbert (* 1995), Eishockeyspieler
- Ian Hallam (* 1948), Radrennfahrer
- Anthony Hamilton (* 1971), Snookerspieler
- Riley Harbottle (* 2000), Fußballspieler
- Luke Harding (* 1968), Journalist
- Alister Hardy (1896–1985), Meeresbiologe
- Billy Harris (* 1995), Tennisspieler
- Robert Harris (* 1957), Journalist und Schriftsteller
- David F. Hendry (* 1944), Ökonometriker
- John Russell Hind (1823–1895), Astronom
- Neon Hitch (* 1986), Sängerin und Songwriterin
- Christopher Hogwood (1941–2014), Dirigent und Cembalist
- Michael Holt (* 1978), Snookerspieler
- Patrick Horgan (1929–2021), britisch-US-amerikanischer Film- und Fernsehschauspieler
- Nicola Horlick (* 1960), Fondsmanagerin
- Simon House (1948–2025), Komponist und Musiker
- Anna Mary Howitt (1824–1884), Malerin, Schriftstellerin und Spiritistin
- Tom Huddlestone (* 1986), Fußballspieler
- Tom Iveson (* 1983), Shorttracker
- Jermaine Jenas (* 1983), Fußballspieler
- Brennan Johnson (* 2001), Fußballspieler
- Ali Khan (* 2001), Schauspieler
- Herbert Kilpin (1870–1916), Fußballspieler und -trainer
- Turi King (* 1969), kanadisch-britische Genetikerin, Archäologin und Hochschullehrerin
- Aden Kirk (* 1992), Dartspieler
- Harold Knight (1874–1961), Porträt-, Genre- und Landschaftsmaler
- Tony Kofi (* 1966), Jazzmusiker
- Alvin Lee (1944–2013), Gitarrist (Ten Years After)
- Les Leston (1920–2012), Autorennfahrer
- Aisling Loftus (* 1990), Schauspielerin
- Cherie Lunghi (* 1952), Schauspielerin
- Allan Roy Mackintosh (1936–1995), Physiker
- Madeleine Mantock (* 1990), Schauspielerin
- Peter Marshall (* 1971), Squashspieler
- Sophia Di Martino (* 1983), Schauspielerin
- Vicky McClure (* 1983), Schauspielerin
- David McGoldrick (* 1987), Fußballspieler
- Jacob Mellis (* 1991), Fußballspieler
- Claude Thomas Stanfield Moore (1853–1901), Landschaftsmaler
- Wes Morgan (* 1984), Fußballspieler
- Samantha Morton (* 1977), Schauspielerin
- Julie Myerson (* 1960), Schriftstellerin
- Henry Newton (* 1944), Fußballspieler
- Paul Oliver (1927–2017), Architekturhistoriker und Blues-Forscher
- Luca Oyen (* 2003), belgischer Fußballspieler
- Ian Paice (* 1948), Schlagzeuger der Gruppe Deep Purple
- Nigel Pearson (* 1963), Fußballspieler und -trainer
- William Perrett (* 1996), Radsportler
- Andy Pilgrim (* 1956), Autorennfahrer
- Norman Robert Pogson (1829–1891), Astronom
- Su Pollard, Schauspielerin und Sängerin
- Darren Powell (* 1972), Fußballspieler und -trainer
- Anna Purchase (* 1999), Hammerwerferin
- Robert Quinney (* 1976), Organist
- Alma Reville (1899–1982), Filmeditorin und Drehbuchautorin, Ehefrau von Alfred Hitchcock
- Jayden Richardson (* 2000), Fußballspieler
- Thomas Sandby (1721–1798), Zeichner, Aquarellmaler, Architekt und Lehrer
- Doug Scott (1941–2020), Extrembergsteiger
- William Scotton (1856–1893), Cricketspieler
- John Selby (1849–1894), Cricketspieler
- James Shaw (* 2004), Radrennfahrer
- Harold Shipman (1946–2004), Mediziner und Serienmörder
- Julian Siegel (* 1966), Jazzmusiker
- Alan Sillitoe (1928–2010), Schriftsteller
- Frank Simmons (1884–1970), englisch-chilenischer Fußballspieler
- Sir Paul Smith (* 1946), Modedesigner
- David Spencer (* 1964), Radrennfahrer
- June Spencer (1919–2024), Schauspielerin und Hörspielsprecherin
- Tom Spencer (1948–2023), Politiker, Mitglied des Europaparlaments
- Frederick Stapleton (1877–1939), Schwimmer und Wasserballspieler
- Bryan Steel (* 1969), Radrennfahrer
- David Stronach (1931–2020), Archäologe
- Rudolf Sühnel (1907–2007), deutscher Philologe
- Wally Swift (1936–2012), Boxer
- James Taylor (* 1990), Cricketspieler
- Thomas de Waal (* 1966), Journalist und politischer Autor
- Patrick David Wall (1925–2001), Mediziner und Neurobiologe
- Alf West (1881–1944), Fußballspieler
- Claudine West (1890–1943), Drehbuchautorin
- Jack Whelbourne (* 1991), Shorttracker
- Ken Whyld (1926–2003), Schachpublizist und Schachhistoriker
- Jake Wightman (* 1994), Mittelstreckenläufer
- Emma Wilson (* 1999), Windsurferin
- Molly Windsor (* 1997), Filmschauspielerin
- Joe Worrall (* 1997), Fußballspieler
- Paul Worth (* 1986), Shorttracker
- Walter Wright (1866–1933), neuseeländischer Maler

## Partnerstädte
Nottingham listet folgende sieben Partnerstädte auf:
| Stadt     | Land                | seit |
| --------- | ------------------- | ---- |
| Gent      | Belgien             | 1985 |
| Harare    | Simbabwe            | 1981 |
| Karlsruhe | Deutschland         | 1969 |
| Ljubljana | Slowenien           | 1963 |
| Minsk     | Belarus             | 1966 |
| Ningbo    | Volksrepublik China | 2004 |
| Timișoara | Rumänien            | 2008 |